# B-mineur
B-mineur of b klein (afkorting: Bm) is een toonsoort met als grondtoon de b.

## Toonladders
De voortekening telt twee kruisen: Fis en Cis. Het is de parallelle toonaard van D-majeur. De enharmonisch gelijke toonaard van b-mineur is ces-mineur.
Er bestaan drie mogelijke varianten van b-mineur:
- Natuurlijke mineurtoonladder: b - cis - d - e - fis - g - a - b

- Harmonische mineurladder: b - cis - d - e - fis - g - aïs - b

- Melodische mineurladder: b - cis - d - e - fis - gis - aïs - b

Naast de volledige toonsoort is b-mineur of b-klein ook de benaming voor een akkoord: B D F#

## Bekende werken in b-mineur
- Das wohltemperierte Klavier (prelude en fuga nr. 24) - Johann Sebastian Bach
- Hohe Messe (BWV 232) (1749) - Johann Sebastian Bach
- Symfonie nr. 8 (Die Unvollendete) (1822-1823) - Franz Schubert
- Pianosonate nr. 3 (1844) - Frédéric Chopin
- Pianosonate in b-mineur (1852-1853) - Franz Liszt
- Vioolconcert nr. 3 (1880) - Camille Saint-Saëns
- Symfonie nr. 6 (1893) - Pjotr Iljitsj Tsjaikovski
- Celloconcert (1894-1895) - Antonín Dvořák
- Hotel California (1977) - The Eagles
- Celestial Voices - Richard Wright, Pink Floyd